# Cea (stolica tytularna)
Cea (łac. Diœcesis Ceœnsis) – stolica historycznej diecezji współcześnie w Grecji. Wzmianki o jej biskupach pochodzą z XIV–XVI wieku. Od 1933 katolickie biskupstwo tytularne, wakujące od 1966.

## Biskupi tytularni
| Lp. | Biskup                           | Od               | Do                   |
| --- | -------------------------------- | ---------------- | -------------------- |
| 1   | James Thomas O’Dowd              | 22 maja 1948     | 4 lutego 1950        |
| 2   | José Clemente Maurer CSsR        | 1 marca 1950     | 27 października 1951 |
|     | Wesceslau Nazareno Ponti OFMCap. | 26 kwietnia 1952 | 29 czerwca 1952      |
| 3   | Lawrence Casey                   | 10 lutego 1953   | 4 marca 1966         |